# Čejkův rybník
Čejkův rybník  o rozloze vodní plochy 2,66 ha se nalézá asi 1,2 km východně od centra obce Dětenice v okrese Jičín. Po hrázi rybníka vede silnice II. třídy č. 280, která spojuje město Libáň a vesnici Dětenice. Na hrázi rybníka roste památný Dub u Čejkova rybníka.
Rybník je využíván pro chov ryb.

## Galerie

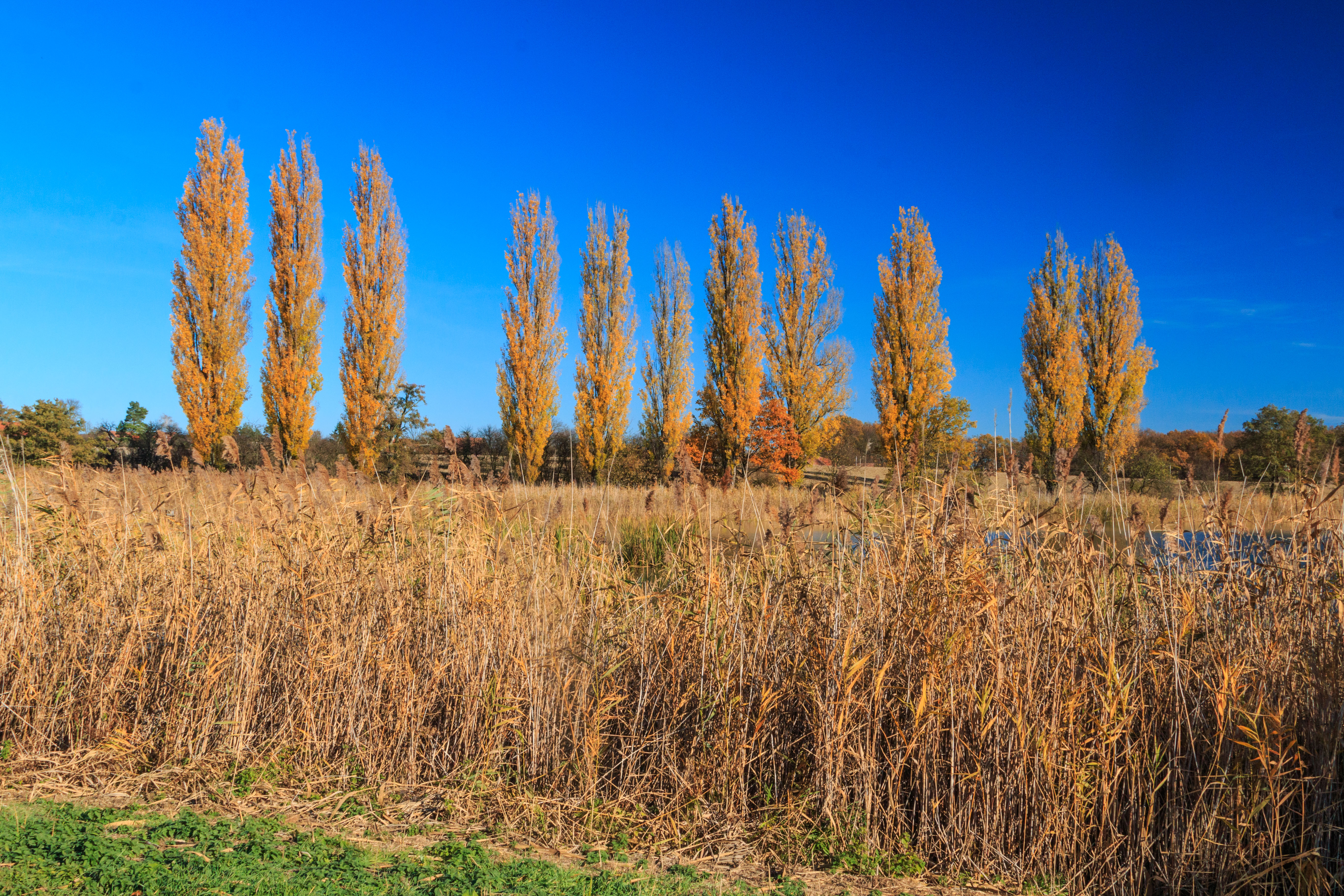
pohled na Čejkův rybník
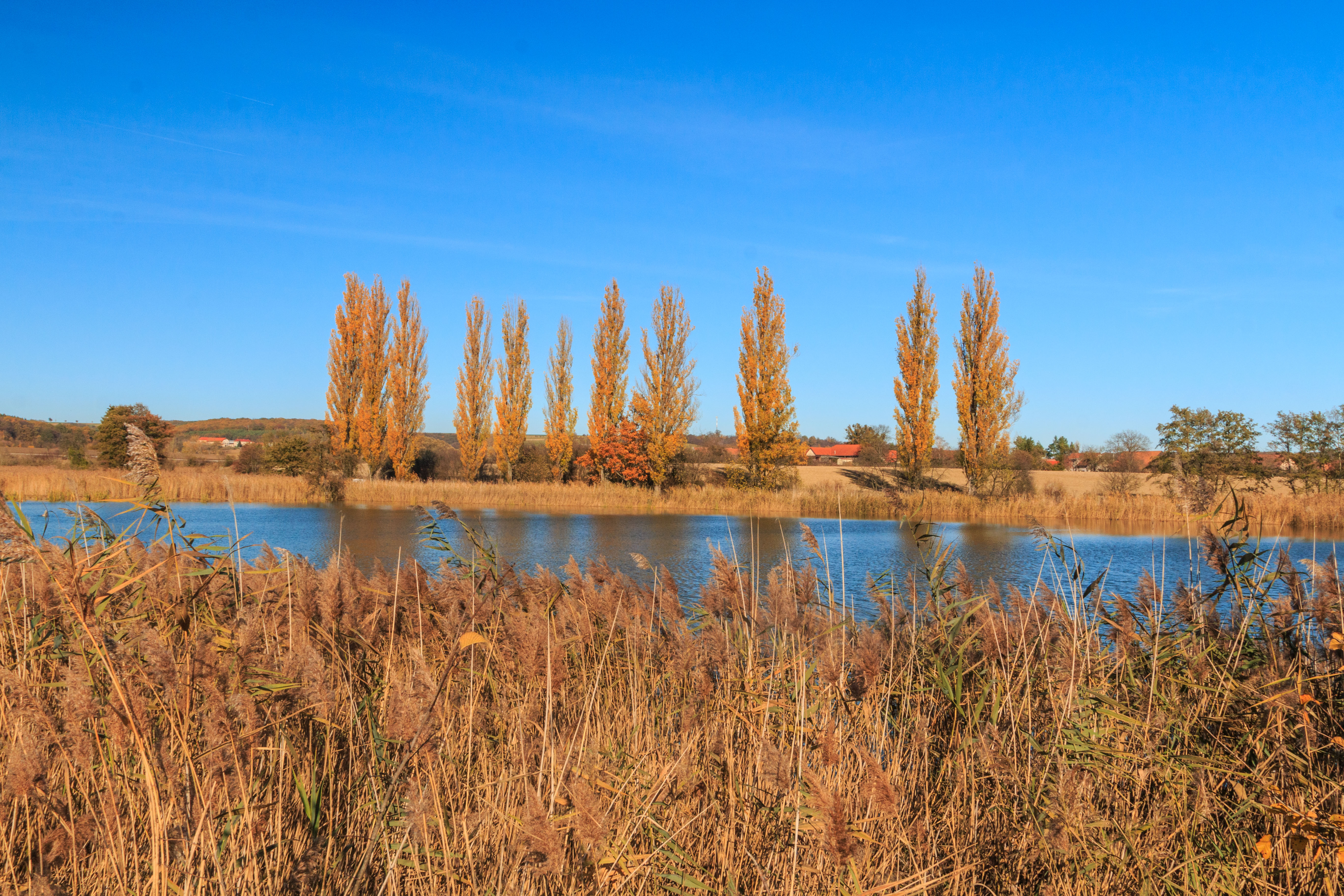
pohled na Čejkův rybník
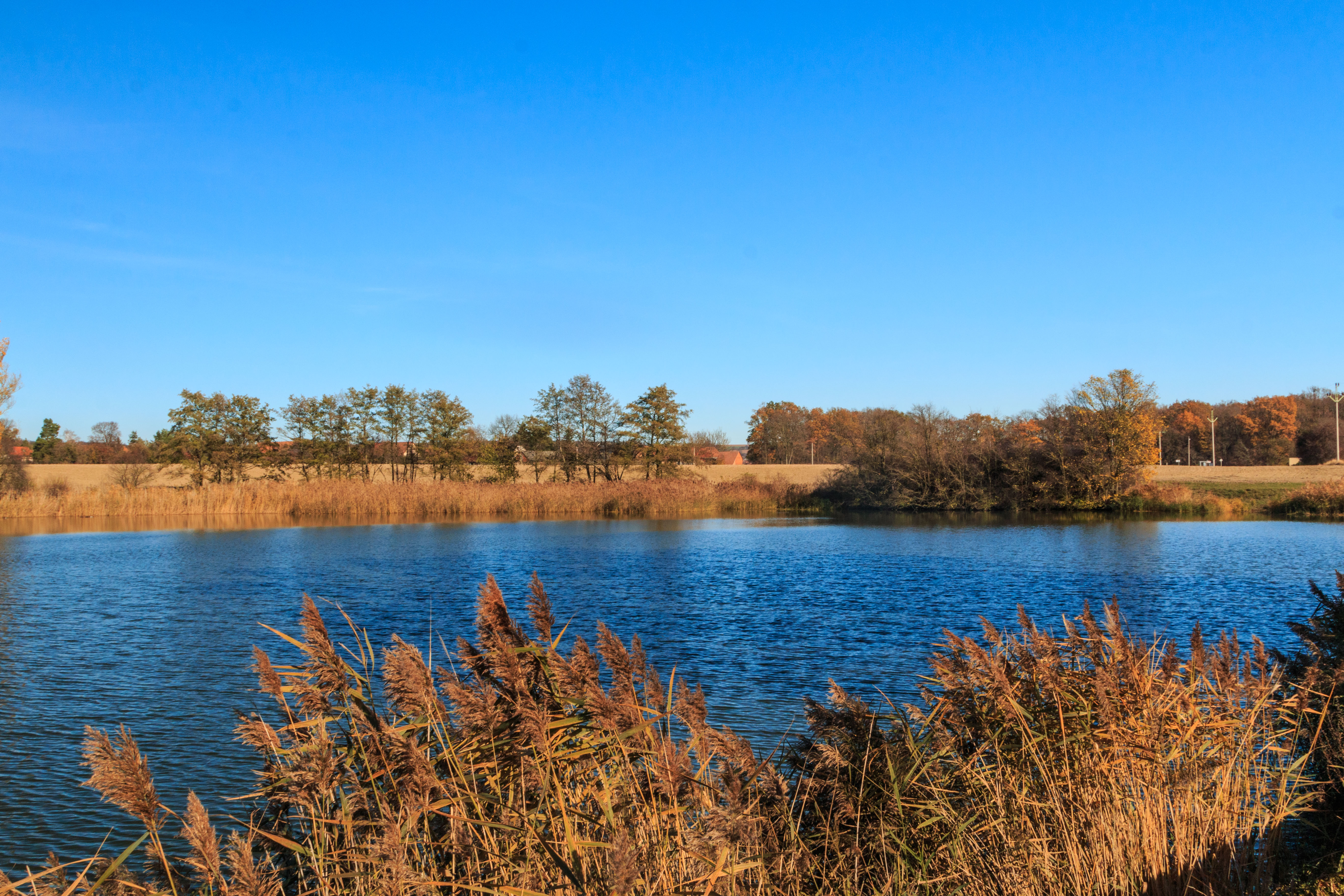
pohled na Čejkův rybník
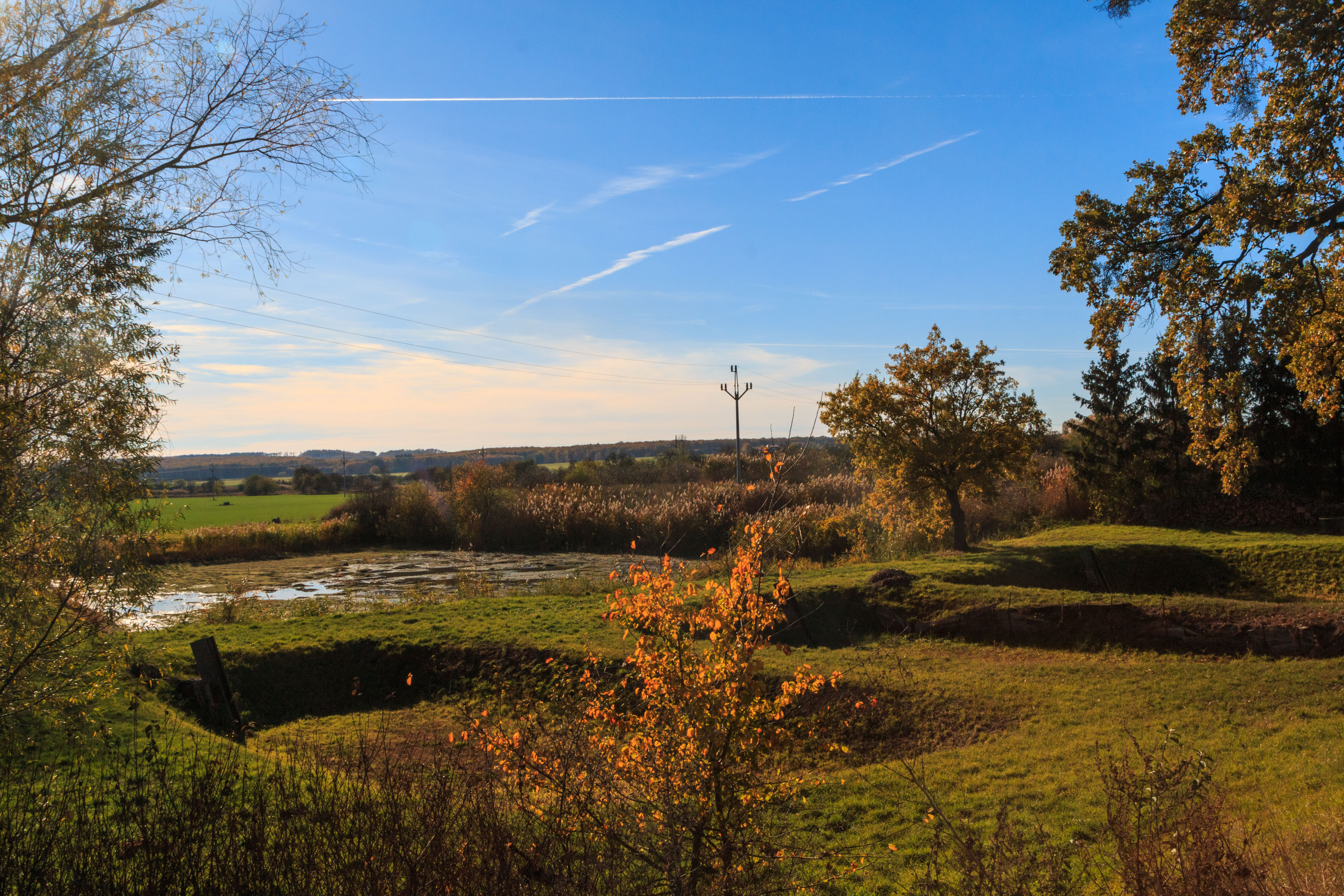
pohled na Čejkův rybník
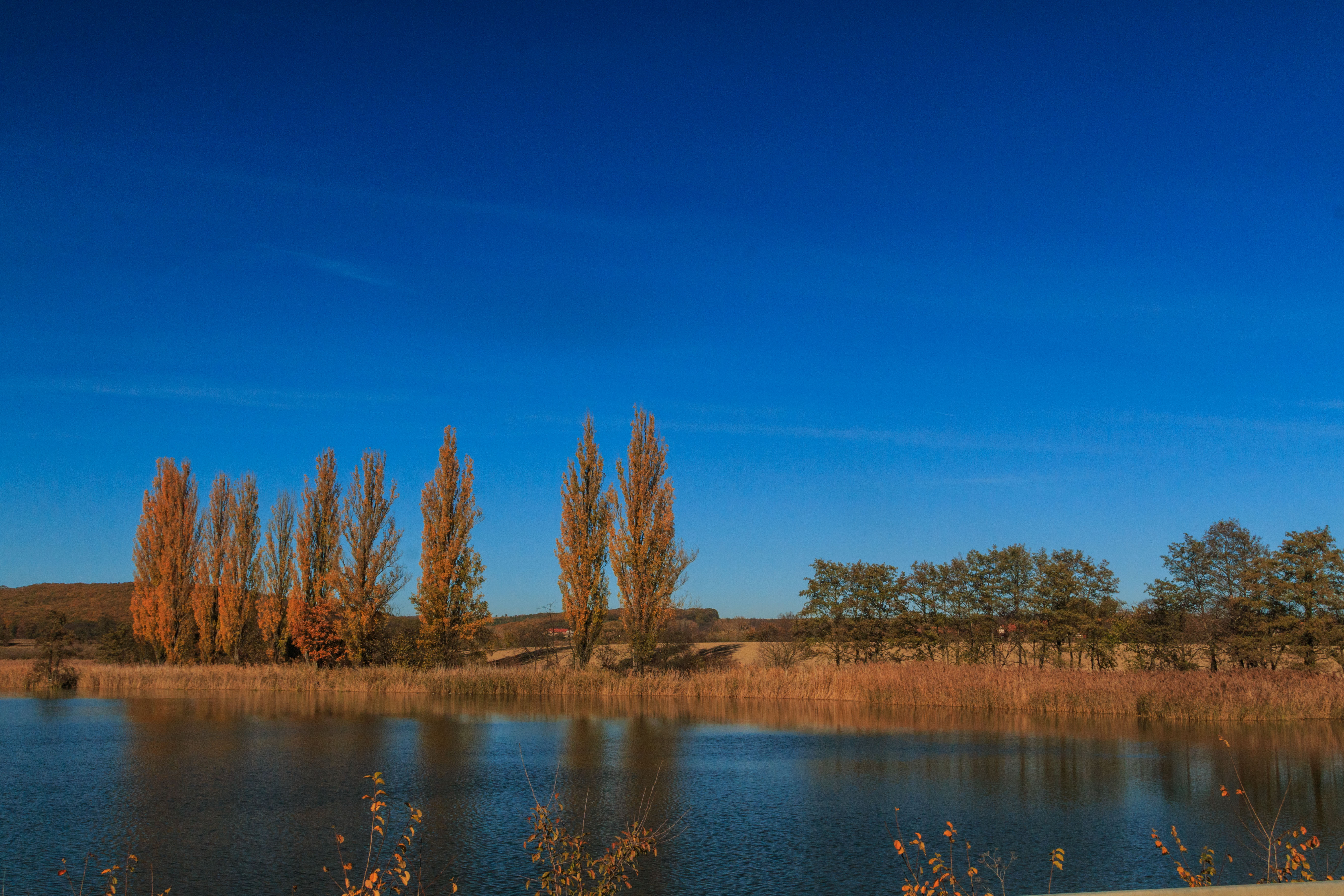
pohled na Čejkův rybník